# Кларк (округ, Міссурі)
Шаблон:StateAbbr_ 40°25′ пн. ш. 91°44′ зх. д. / 40.41° пн. ш. 91.74° зх. д.
Округ  Кларк (англ. Clark County) — округ (графство) у штаті Міссурі, США. Ідентифікатор округу 29045.

## Історія
Округ утворений 1836 року.

## Демографія
За даними перепису 
2000 року 
загальне населення округу становило 7416 осіб, усе сільське.
Серед мешканців округу чоловіків було 3663, а жінок — 3753. В окрузі було 2966 домогосподарств, 2079 родин, які мешкали в 3483 будинках.
Середній розмір родини становив 2,95.
Віковий розподіл населення поданий у таблиці:
| Стать    | До 15 років | 15-21 | 22-29 | 30-39 | 40-49 | 50-65 | 65-85 | Понад 85 |
| -------- | ----------- | ----- | ----- | ----- | ----- | ----- | ----- | -------- |
| Чоловіки | 793         | 354   | 287   | 512   | 552   | 678   | 439   | 48       |
| Жінки    | 726         | 332   | 303   | 486   | 517   | 636   | 607   | 146      |

## Суміжні округи
- Ван-Б'юрен, Айова — північ
- Лі, Айова — північний схід
- Генкок, Іллінойс — схід
- Люїс — південь
- Нокс — південний захід
- Скотланд — захід

## Виноски
1. ↑  U.S. Decennial Census. United States Census Bureau. Архів оригіналу за 26 квітня 2015. Процитовано 14 листопада 2014.
2. ↑  Historical Census Browser. University of Virginia Library. Архів оригіналу за 26 Грудня 2013. Процитовано 14 листопада 2014.
3. ↑  Population of Counties by Decennial Census: 1900 to 1990. United States Census Bureau. Архів оригіналу за 3 Грудня 2014. Процитовано 14 листопада 2014.
4. ↑  Census 2000 PHC-T-4. Ranking Tables for Counties: 1990 and 2000 (PDF). United States Census Bureau. Архів оригіналу (PDF) за 18 Грудня 2014. Процитовано 14 листопада 2014.
5. ↑  State & County QuickFacts. United States Census Bureau. Архів оригіналу за 14 листопада 2015. Процитовано 7 вересня 2013.(англ.) Наведено за англійською вікіпедією.
6. ↑  American FactFinder. Бюро перепису населення США. Архів оригіналу за 29 липня 2011. Процитовано 31 січня 2008.

| США | Це незавершена стаття з географії США. Ви можете допомогти проєкту, виправивши або дописавши її. |